# Ryan Atwood
Pour les articles homonymes, voir Atwood.
Ryan Atwood est le personnage fictif du feuilleton télévisé Newport Beach. Il est interprété par l'acteur Benjamin McKenzie.

## Biographie fictive

### Contexte de pré-saison
Ryan est un adolescent à problèmes, venant des quartiers défavorisés de Chino en Californie. Il est le fils de Francis et Dawn Atwood et a un frère plus âgé appelé Trey. Son père est décrit comme un personnage violent qui bat sa femme et ses enfants et qui connaît des graves troubles du comportement sans doute liés à une trop grande consommation d'alcool.

### Saison 1
La première scène du premier épisode de la série débute sur la tentative des deux frères Atwood d'un vol de voiture qui tourne mal. Ryan et son frère Trey sont arrêtés et conduits dans une maison d'arrêt. En raison de son passé chaotique, Trey est immédiatement déclaré coupable, tandis qu'à l'opposé, Ryan est blanchi, notamment grâce à l'intervention de l'avocat Sandy Cohen. Ryan est toutefois rejeté par sa mère, et Sandy propose de l'héberger chez lui à Newport, en dépit de l'opposition de sa femme Kirsten. Kirsten acceptera cependant de recueillir chez elle Ryan lorsqu'elle comprit que sa mère biologique n'était en aucun cas apte à prendre soin de lui.
Ryan est ainsi adopté par la famille Cohen et fait connaissance avec leur fils Seth, un adolescent timide et particulièrement intéressé par les jeux vidéo et les bandes dessinées. Il fait également connaissance avec la voisine des Cohen, Marissa Cooper, une jeune fille de son âge qui est considérée comme la plus jolie fille du lycée Harbor, où Ryan finira par être scolarisé.
Ryan aura des relations très compliquées avec la jeune Marissa, du fait à la fois de leur amour réciproque qui restera inavoué, mais également en raison des différents amis de Marissa tels que Luke Ward ou bien encore Oliver Trask.
La fin de la saison est marquée par l'apparition d'un amour de jeunesse de Ryan, Theresa Diaz, qui finit par lui avouer qu'elle est enceinte de Ryan. Ce dernier finira par accepter de quitter Newport, Marissa et les Cohen pour vivre avec Theresa et l'aider à élever leur enfant.

### Saison 2
Voyant que Ryan n'est pas heureux à Chino, Teresa prétend avoir perdu le bébé pour que Ryan rentre à Newport. Marissa ayant entretemps trouvé quelqu'un d'autre, il a une histoire avec Lindsay, qui s'avère plus tard être la fille illégitime de Caleb, mais Lindsay déménage quelque temps après ce qui le déprime pendant un certain temps mais grâce à l’aide de Marissa avec qui Il ressort il s’en remet rapidement. Mais Trey, le grand frère de Ryan, sortira ensuite de prison et causera de nombreux problèmes aux Cohen, en particulier à Ryan mais également à Marissa, qu'il essaie de violer lors d'une soirée sur la plage...

### Saison 3
Après sa dispute avec son frère Trey, Ryan et Marissa se retrouvent dans une mauvaise passe à cause de la mère de cette dernière, Julie. En effet, elle paie Trey pour qu'il accuse son frère de lui avoir tiré dessus. Il se fera renvoyé de Harbor School pour avoir frappé un membre du corps professoral. Il décidera de suivre des cours à domicile pendant que Marissa ira au lycée public de Newport Beach, où elle rencontra Johnny Harper et ses amis. Ryan deviendra jaloux de la relation entre Marissa et Johnny, car elle ressent des sentiments pour lui. Ils finiront par rompre et il rencontrera Sadie, qui n'est autre que la cousine de Johnny. Il fera un stage au groupe Newport, avant d'être reçu à Berkeley. Dans le dernier épisode, il accompagne Marissa à l'aéroport, mais ils ont un accident, causé par Volchok, l'ancien petit-copain de Marissa. Ryan voit alors Marissa, l'amour de sa vie, mourir dans ses bras.

### Saison 4
Ryan est parti de chez les Cohen à la suite de la mort de Marissa Cooper. Il loge dans une chambre situé dans le bar où il travaille et où il fait des combats illégaux. Seth et Summer finissent toutefois par le convaincre de revenir. Renfermé sur lui-même, la perte de Marissa l'a rendu misanthrope et muet.
Il entame une relation avec Taylor Townsend après qu'elle a sollicité son aide pour divorcer avec son mari rencontré en France. Ils finissent par se séparer car Ryan, blessé moralement de la mort brutale de Marissa Cooper, n’arrive pas à lui avouer ses sentiments, ni à s'engager. Il finit tout de même par lui avouer son amour et renoue avec son père Frank, entretemps sorti de prison. 
À la suite d'un tremblement de terre qui frappe Newport, Ryan part étudier à Berkeley et Taylor repart étudier à la Sorbonne, et ils se séparent de nouveau. Toutefois, lorsque Taylor et Ryan se revoient pour le mariage de Julie, ils remarquent qu'ils sont toujours amoureux l'un de l'autre. 
Le flashforward du dernier épisode nous montre Ryan étant le témoin de Seth, et apparemment de nouveau en couple avec Taylor. La toute dernière scène de la série le montre devenu architecte. Il croise un garçon aussi perdu que lui à son âge et lui propose son aide. On apprend aussi qu'il a eu un petit frère, le fils de Frank Atwood et de Julie Cooper.